# Swerford Castle

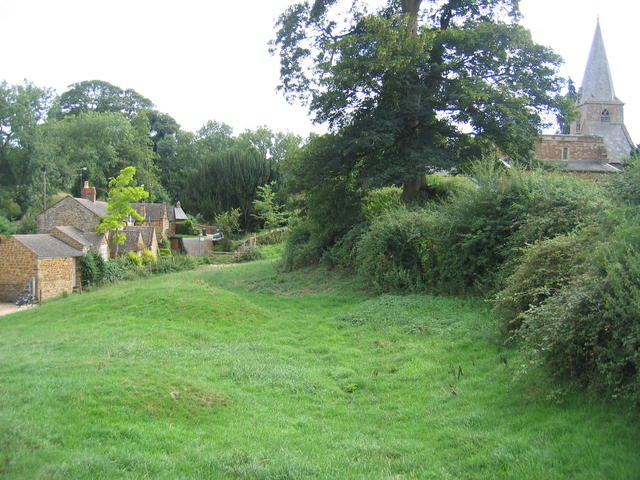
Die Erdwerke von Swerford Castle

Swerford Castle ist eine abgegangene mittelalterliche Burg im Dorf Swerford in der englischen Grafschaft Oxfordshire.

## Geschichte
Swerford Castle wurde im 12. Jahrhundert als Motte gebaut. Es wurde so positioniert, dass man von ihm aus die Furt über den Fluss Swere und das Dorf überwachen konnte. Die heute erhaltenen Überreste legen den Schluss nahe, dass die Burg in den Jahren der Anarchie entstand, möglicherweise für dieselbe Familie, die auch Ascot d’Oilly Castle bauen ließ.

## Konstruktion
Der Hauptmound hat oben einen Durchmesser von 18 Metern und am Fuß einen von 30 Metern. Der Burghof war 52 Meter × 42 Meter groß und durch einen tiefen Graben geschützt.
Die heute erhaltenen Überreste – ausschließlich Erdwerke – gelten als Scheduled Monument.